# ماده ۲۰
ماده ۲۰ (به چینی: 第二十条) یک فیلم کمدی-درام چینی محصول سال ۲۰۲۴ به کارگردانی ژانگ ییمو با بازی لی جیایین، ما لی، ژائو لی‌یینگ و گائویی است.
این فیلم در ۱۰ فوریه ۲۰۲۴ در سینماهای چین اکران شد.

## داستان
فیلم داستان دادستان هان مینگ را روایت می‌کند که به میانسالی رسیده است و می‌خواهد از آخرین فرصت شغلی خود برای کار در دادستانی شهرداری استفاده کند. او به‌طور غیرمنتظره‌ای درگیر یک پرونده بسیار بحث‌برانگیز شد. در همان زمان، خانواده او نیز با آزمایش مشابهی روبرو می‌شوند.

## تولید
فیلمبرداری در ۱ ژوئیه ۲۰۲۳ در لانگ فنگ آغاز شد.